# Капак сімі
Капак сімі (Qhapaq Simi — мова володарів) — таємна, сакральна мова Сапа Інків (імператорів), представників керівної династії (капак айлью) та вищої знаті держави інків Тауантінсую. На теперішній час є мертвою мовою.

## Характеристика
На мові капак сімі розмовляли вожді перших інків, що прийшли зі сходу (поблизу оз. Тітікака) до долини Куско. На думку вчених капак сімі відносився до одного з діалектів стародавньої мови пукіна або різновидом аймара чи уру. За легендою на капак сімі розмовляв засновник держави Куско Манко Капак та його брати й сестри.
Водночас з розширення держави інків, останні швидко оцінили рідкісне поєднання багатства і простоти структури мови кечуа, що тоді панував лише в долині Куско, зробили його державною мовою своєї імперії. При цьому капак сімі залишався мовою панівної династії, тобто Інків, а також найвищої знаті. Цим підкреслювався особливий статус Сапа Інки та членів його родини (також родичів померлих імператорів інків). Вони спілкувалися цією мовою лише між собою.
Про особливості капак сімі майже нічого невідомо. Близькість до мови пукіна, відповідно до найпоширенішої теорії, також не дає можливості скласти професіональну, наукову думку про капак сімі, оскільки використання пукіна припинилося у XVIII ст. На сьогодні капак сімі залишається загадкою для дослідників.